# Општинска лига Пожега
Општинска лига Пожега је једна од 52 Међуопштинске лиге у фудбалу. Међуопштинске лиге су шести ниво лигашких фудбалских такмичења у Србији. Лига броји 9 клубова. Виши ранг је Златиборска окружна лига.

## Клубови у сезони 2020/21.
| Клуб         | Место          |
| ------------ | -------------- |
|              |                |
|              |                |
| ФК Благаја   | Рупељево       |
| ФК Књаз      | Средња Добриња |
| ФК Глумач    | Глумач         |
| ФК Горобиље  | Горобиље       |
| ФК Добрињац  | Доња Добриња   |
| ФК Душковци  | Душковци       |
| ФК Напредак  | Горња Добриња  |
| ФК Плави Ток | Дражиновићи    |
| ФК Трешњица  | Тврдићи        |